# Узбецька Радянська Соціалістична Республіка
Узбе́цька Радя́нська Соціалісти́чна Респу́бліка (узб. Ўзбекистон Совет Социалистик Республикаси; рос. Узбе́кская Сове́тская Социалисти́ческая Респу́блика) — одна з республік СРСР, в 1991 році стала незалежною від СРСР. Тепер це країна Узбекистан.

## Створення
Більша частина сучасного Узбекистану була завойована Російською імперією у 1860-х — 1870-х роках, зокрема Хівінське ханство було частково анексовано 1873 року, Кокандське ханство — 1876, Бухарське опинилося під протекторатом Росії 1868 року.
Після Жовтневого перевороту у Петрограді, на узбецьких землях тривала боротьба між загонами національно-визвольний руху та більшовицькими загарбниками, яка закінчилася поразкою басмачів та встановленням на узбецьких землях радянської влади. Основні сили басмачів були знищені до 1922 року, хоча окремі загони трималися до 1930-х років.
1920 року більшовики проголосили створення Хорезмської і Бухарської народних радянських республік. 1924 року у результаті адміністративно-територіальної реформи ці республіки були розформовані, зі складу РСФСР була виділена Туркестанська АРСР і на їхній території були утворені дві нові союзні республіки — Туркменська РСР й Узбецька РСР, до складу якої входила також Таджицька АРСР. В 1929 році Таджицька АРСР була перетворена на Таджицьку РСР. 1930 року столиця республіки була перенесена з Самарканда в Ташкент. 1936 року зі складу Казахської РСР в Узбецьку РСР була передана Каракалпацька АРСР.

## Роки радянської влади
Суверенітет Узбекистану у складі СРСР був номінальним, всі владні повноваження були зосереджені в Москві. Економічний розвиток республіки зведений до забезпечення сировинних потреб загальносоюзної промисловості.
В той же час за часи радянської влади в Узбекистані було відкрито чимало освітніх та мистецьких закладів, зокрема Узбецький театр драми (1919), Узбецький театр опери й балету (1939), заснована Академія наук Узбецької СРСР (1943). В роки Другої світової війни до Узбекистану було евакуйовано чимало радянських діячів культури (зокрема у Ташкентській консерваторії викладав Л.Ревуцький).
З 1959 по 1983 роки республікою керував Шараф Рашидов. За часів його правління 1969 року в Ташкенті відбулися масові безладдя на етнічному ґрунті, а після смерті Ш. Р. Рашидова в 1983 році великий резонанс одержала т.зв. «бавовняна справа», у ході розслідування якої виявилися гігантського розміру підтасування у звітності, ціла система корупційних практик, що охопила чиновників вищої ланки республіканської адміністрації.

## Останні роки
24 березня 1990 року першою сесією Олій Мажлісу— Верховної Ради (парламенту Узбецької РСР) було введено посаду Президента Республіки Узбекистан (вперше серед інших республік СРСР). Першим президентом республіки був обраний Карімов Іслам Абдуганійович  — перший секретар Центрального Комітету Компартії Узбекистану.
20 червня 1990 року Олій Мажліс ухвалив декларацію «Про державний суверенітет». 31 серпня 1991 року, на позачерговій сесії Олій Мажлісу республіки, парламент країни проголосив незалежність Республіки Узбекистан. Узбекистан здобув свою державність мирним, парламентським, демократичним шляхом.